# ریچارد گریترکس
ریچارد گِرِیترکس (انگلیسی: Richard Greatrex) یک فیلم‌بردار و تهیه‌کننده اهل بریتانیا است.
وی بابت فیلم‌برداریِ شکسپیر عاشق (۱۹۹۸)، نامزدِ دریافتِ جایزه اسکار بهترین فیلم‌برداری بود.
از دیگر آثار او می‌توان به مینی‌سریال «جانی جونز» (۱۹۸۲)، خانم براون (۱۹۹۷)، داستان یک شوالیه (۲۰۰۱)، «جنبهٔ مثبتِ عصبانیت» (۲۰۰۵)، پوچ بزرگ (۲۰۰۶) و بی‌عیب (۲۰۰۷) اشاره کرد.